# Parafia św. Mikołaja w Altach
Parafia św. Mikołaja w Altach – parafia rzymskokatolicka w Altach, administracyjnie należąca do austriackiej diecezji Feldkirch. 